# Nirgal Vallis
Nirgal Vallis ist 610 km lang und das Überbleibsel eines Flusses, der einst über die Marsoberfläche strömte. Es ist benannt nach dem Babylonischen Gott des Krieges.